# Chromosom markerowy
Chromosom markerowy – dodatkowy, najczęściej mały chromosom, niepodobny morfologicznie do innych chromosomów. Jest on możliwy do wykrycia w klasycznym badaniu cytogenetycznym (ocena prążków), ale na podstawie badania klasycznego nie można z całą pewnością określić jego pochodzenia oraz wpływu na fenotyp pacjenta. Zbadanie pochodzenia takiego chromosomu oraz określenie skutków klinicznych dla pacjenta wymaga badań molekularnych (najczęściej fluorescencyjnej hybrydyzacji in situ (FISH) z sondą molekularną specyficzną dla regionu danego chromosomu oraz badania rodziców nosiciela. 